# Виноградовка (Ардатовський район)
Виноградовка (рос. Виноградовка) — селище у складі Ардатовського району Нижньогородської області. Входить до складу Стексовської сільської ради.

## Географія
Знаходиться за 6 км від села Стексово Ардатовского району, за 1,5 км від селища Ідеал Ардатовского району, за 7 км від села Онучино Дивеєвського району Нижньогородської області та за 4 км від села Віняєво Арзамаського району Нижньогородської області.
Оточена полями, ґрунт — чорнозем. Назва пішла від легенди, що через родючість земель у селі було багато врожаю, але не приживався тільки виноград. Через це вирішили назвати село Виноградовка в надії, що одного разу там буде рости виноград.

## Історія
Була заснована у 19 столітті братами Костіними, які перейшли туди з села Кошелиха Дивеєвського району.

## Населення
| 1999 | 2002 | 2010 |
| ---- | ---- | ---- |
| 10   | ↘8   | ↗11  |